# الانتخابات الرئاسية الكورية الجنوبية 1948
الانتخابات الرئاسية الكورية الجنوبية 1948 هي انتخابات غير مباشرة جرت في 20 يوليو 1948، في كوريا الجنوبية، لانتخاب رئيس كوريا الجنوبية.
فاز بالانتخابات إي سنغ مان، وقد بلغت عدد الإصوات المشاركة في الانتخابات 196 صوتاً.